# Operace Dny pokání
Operace Dny pokání (hebrejsky:מבצע ימי תשובה) (též operace Dny kajícnosti) je výraz používaný pro izraelskou vojenskou invazi do severní části Pásma Gazy uskutečněné od 29. září do 16. října 2004. Operace byla zaměřena na města Bajt Hanún, Bajt Lahíja a Džabalíja. Podle Izraele se v těchto městech nacházela místa, odkud byly odpalovány proti izraelským městu Sderot a izraelským osadám v Pásmu Gazy rakety Kassám, které si vyžádaly smrt dvou dětí v Sderotu. Cílem útoku bylo zabránit dalšímu raketovému ostřelování Izraele.
Název operace se vztahuje k tzv. Vysokým svátkům, v jejichž období operace probíhala.

## Průběh bojů
Operace byla zahájena 29. září nálety na uprchlický tábor v Džabalíji v Pásmu Gazy a na Nábulus na Západním břehu Jordánu. Podle Izraele se tak stalo v reakci na raketový útok Hamásu na izraelské město Sderot, při kterém zahynuly dvě děti ve věku 3 a 5 let. Při izraelském útoku v uprchlickém táboře v Džabalíji zahynuli dva palestinští mladiství. Zabit byl i jeden příslušník Hamásu.
Následující den pokračovaly izraelské nálety, při kterých zahynulo nejméně 23 Palestinců včetně civilistů. Izrael zároveň zahájil přesun tanků a budozerů do uprchlického tábora v Džabalíji. Izraelský voják byl zabit na pozorovatelně na severu Pásma Gazy. V odvetné palbě zahynuli dva Palestinci. Další dva Izraelci byli zabiti ze zálohy poblíž Gazy palestinským ozbrojencem. Ten byl následně také zabit.
V dalších dnech pokračovaly IOS v leteckých a pozemních útocích na cíle v Džabalíji, Bejt Hanúnu a Bejt Lahíji. Při těchto útocích zahynulo několik Palestinců a to jak ozbrojenců, tak civilistů. Zabiti byli i příslušníci Hamásu a Brigád mučedníků Al-Aksá, kteří se pokusili proniknout do kibucu Nachal Oz. V Pásmu Gazy byl Jásirem Arafatem vyhlášen stav nouze. Izraelská armáda začala s vytvářením tzv. nárazníkové zóny o šíři 9 km na severu Pásma Gazy, která má chránit Izrael před ostřelováním raketami ze strany palestinských ozbrojených skupin.
Od 4. října pokračovalo izraelský vojenský tlak na Pásmo Gazy. Nefungovala eletřina, netekla voda a lidé neměli přístup k lékařské pomoci. Při izraelských leteckých úderech byli zraněni dva aktivisté Hamásu.
5. října zastřelili izraelští vojáci poblíž Rafáhu třináctiletou dívku, neboť se domnívali, že má v tašce bombu. Tři ozbrojení příslušníci Hamásu byli zabiti při pokusu proniknout do kibucu Guš Katif. Podle tvrzení Palestinců byli dva civilisté zabiti v Džabaliji raketou vystřelenou z izraelského bezpilotního letounu.
6. října zahynuli 3 Palestinci poté, co jejich dům zasáhla střela z tanku. Podle tvrzení IOS bylo z domu vypáleno z protitankové zbraně. 7. a 8. října byli v Džabalii, u Wadí as-Salka a Abu Hasira zabiti další palestinští civilisté, vesměs při leteckých úderech izraelské armády. 9. října byl v Džabalíji zabit místní vůdce Hamásu Abed Rauf Nabhan při přípravě k odpálení protitankové střely. Podle tvrzení IOS byl Nabhan zodpovědný za vypálení rakety, která zabila 29. září v Izraeli dvě děti. Při zásahu střelou z izraelského tanku zahynuli v Bajt Lahija ve svém domě 2 Palestinci.
10. října byl při cestě do školy zabit izraelskou raketou učitel Mahir Muhammad, zraněno bylo devět lidí včetně čtyř dětí. Na následky střelby izraelského dronu zemřela v uprchlickém táboře Džabalija jednadvacetiletá žena. K další palbě z izraelského dronu došlo v Bejt Lahíji brzo ráno 11. října. Zraněni byli tři lidé, z toho jeden těžce. Ke smrtelnému zranění v důsledku střelby došlo v Deir Al balah, kde zemřel devětadvacetiletý Palestinec. Na následky zranění po izraelských raketových útocích zemřeli dva lidé; jeden v Bejt Hanoun a jeden v Džabalíji. Palestinci podnikli ten den proti Izraeli několik raketových útoků. Nikdo nebyl zraněn.
12. října ráno dopadlo několik minometných granátů poblíž obce Ganej Tal. Podle palestinských zdrojů zaútočili izraelští vojáci palbou na základní školu v uprchlickém táboře Chan Junis, kde zranili desetiletého chlapce. Podle izraelských zdrojů palba nebyla vedena na školu, ale na zbraňové odpalovací systémy, které Palestinci umístili na pozemku školy. Další izraelská palba byla vedena na palestinské bojovníky, kteří se snažili odpálit raketu přímo z mešity v Chan Junis. 13. října zahynul v Bajt Lahíja po izraelském vrtulníkovém útoku Mohammed Marous, dvaadvacetiletý příslušník Hamásu. Při dalším izraelském útoku zahynuli dva příslušníci Brigád mučedníků Al-Aksá. Dva mladiství byli zabiti při palbě izraelského tanku v Rafáhu. V Hebronu byl izraelskými vojáky zadržen Imad Qawasameh, zodpovědný za sebevražedné útoky, při kterých v Beerševě zahynulo v roce 2004 16 lidí. Ve večerních hodinách provedli palestinští bojovíci několik raketových útoků proti Izraeli.
14. října zaútočila izraelská armáda na uprchlický tábor v Rafáhu, kde zabila tři muže. Podle izraelského tisku dva z nich patřili k radikálním bojovníkům. 15. října varovnými výstřely zabránili vojáci izraelské armády odpálení rakety v Džabalii. Vrtulníkový útok byl zrušen po zjištění, že palestinské bojovníky doprovázejí děti, které pomájí s přenášením výzbroje a jsou zároveň palestinskými bojovníky využívány jako živé štíty. Při izraelských útocích v Džabilíji zahynulo několik Palestinců včetně čtyř radikálů z Brigád mučedníků Al-Aksá a Hamásu. Izraelský vojenský prokurátor suspendoval velitele čety z brigády Givati, který podle tvrzení svých podřízený vystřílel 5. října v Rafáhu do ležící zraněné školačky celý zásobník. V závěru dne se izraelská armáda začala stahovat od Džabalílie, Bejt Lahíje a Bejt Hanounu, zároveň ale vstoupila do Rafáhu, kde pokračovala ve vojenských akcích.
16. října ukončila izraelská armáda bojové akce a 17. října se z prostoru Gazy se začala stahovat s tím, že pokud Palestinci budou pokračovat v raketových útocích, budou izraelské vojenské akce obnoveny.

## Diplomatická jednání
Krátce po zahájení operací vyzvala americká vláda Izrael k nepoužívání nepřiměřené síly v probíhající ofenzivě. Rusko izraelskou operaci odsoudilo, zároveň ale vyzvalo palestinskou politickou reprezentaci, aby se snažila militantům zabránit v raketových útocích.
3. října připustil generální komisař UNRWA, že někteří palestinští členové této organizace jsou zároveň i příslušníky Hamásu. Později řekl, nedá se čekat, že v populaci s 30% podporou Hamásu nebudou zároveň lidé, kteří nebudou pracovat pro UNRWA.. Generální tajemník OSN Kofi Anan vyzval vyzval Izrael, aby ukončil své bojové operace v Pásmu Gazy s tím, že by vedly ke smrti desítek Palestinců včetně dětí. Zároveň vyzval palestinskou samosprávu, aby přesvědčila Hamás o nutnosti ukončit raketové ostřelování Izraele. Izraelský premiér Ariel Šaron prohlásil, že izraelské vojenská akce bude pokračovat, dokud neustanou raketové útoky proti Izraeli.
V navrhované rezoluci Rady bezpečnosti OSN byl izraelský útok odsouzen a Izrael byl vyzván ke stažení svých jednotek a respektování lidských práv Palestinců. Rezoluce nebyla přijata, neboť ji 5. října vetovaly Spojené státy za to, že pomíjí teroristické útoky Palestinců proti Izraeli.
Izraelská armáda uvolnila video, na jehož základu obvinila UNRWA ze spoluúčasti na palestinských útocích. Na videu bylo dle Izraelců vidět, že do sanitky UNRWA Palestinci nakládají rakety. UNRWA obvinění odmítla s tím, že na zachycených záběrech jsou do sanitky nakládána nosítka. Izrael následně své obvinění stáhl. UNRWA uvedla, že bude požadovat omluvu po Izraeli za tvrzení, že poskytuje podporu bojovým akcím Palestinců.
16. října uvítaly Spojené státy izraelské stažení se z oblasti.

## Výsledek operace
Obě strany, jak palestinská, tak izraelská se prohlásily vítězi této války. Podle palestinského prohlášení "Hamás dosáhl vítězství nad sionistickým nepřítelem... odpor a vytvalost lidí donutily okupační sílu k ústupu, aniž dosáhla svých cílů." Podle mluvčího izraelské armády "byla narušena schopnost Hamásu odpalovat rakety z Džabaláje" a zároveň "byla zasazena tvrdá rána celé infrastruktuře Hamásu v Džalbalíji."

### Lidské ztráty

#### Izrael
- 1 voják
- 3 civilisté (1 žena a 2 děti)

#### Palestinci
Ztráty a jejich struktura se podle různých zdrojů liší:
- Podle Al Mezan, palestinského Centra pro lidská práva zahynulo 129 Palestinců včetně 31 dětí
- Podle izraelských novin Haarec zahynulo 129 lidí včetně 68 příslušníků vojenského křídla Hamásu a Islámského džihádu a 42 civilistů
- Podle Be-celem zahynulo 133 Palestinců včetně 50 civilistů
- Podle IOS zahynulo přibližně 130 Palestinců, přičemž většina z nich byli ozbrojenci a 9 - 10 civilistů
- Podle Reuters zahynulo přibližně 50 bojovníků Hamásu, 62 radikálů a 43 dalších osob, o kterých se předpokládá, že byli civilisté

### Materiální ztráty
Izraelská armáda během operace zbourala v Pásmu Gazy nejméně 85 domů a poškodila stovky dalších. Poškozena byla veřejná zařízení včetně škol, mateřských škol a mešit. Podle tvrzení izraelské armády řada těchto budov byla Palestinci využívána jako odpaliště pro rakety Kassám či protitankové střely.

## Obvinění z válečných zločinů
V roce 2007 požádala organizace pro lidská práva minorit v Izraeli Adalah vojenskou prokuraturu o zahájení vyšetřování událostí, k nimž došlo v průběhu operace Dny pokání. Žádost byla zamítnuta. 15. dubna 2007 požádala Adalah a další lidskoprávní organizace izraelský Nejvyšší soud o zahájení vyšetřování trestných činů s odkazem na místní a mezinárodní organizace obviňující Izrael ze spáchání válečných zločinů. 6. května 2009 rozhodl soud o slyšení a 8. prosince 2011 žádost zamítl s odůvodněním, že žádost byla podána pozdě, je příliš nekonkrétní, cíle operace byly oprávněné a trestní řízení není nejlepším nástrojem pro posouzení návrhu.